# El Toro (Six Flags Great Adventure)
Pour les articles homonymes, voir El Toro.
El Toro (« le taureau » en espagnol) est un parcours de montagnes russes en bois twister du parc Six Flags Great Adventure. Ouvert au public le 11 juin 2006, il a été construit par la firme suisse Intamin. C'est l'attraction principale du quartier mexicain du parc, Plaza Del Carnaval.
El Toro est le parcours de montagnes russes en bois qui comporte la pente la plus raide du monde, avec 76 degrés d'inclinaison. Ce sont également les troisième plus hautes et plus rapides montagnes russes en bois. Il s'agit de la première attraction en bois à utiliser un câble de traction au lieu d'une chaîne dans la première montée.

## Construction
El Toro est construit très différemment des montagnes russes en bois traditionnelles : il s'agit d'une attraction préfabriquée. Les rails ont été découpés à l'usine au laser puis amenés dans le parc, où on les a posés sur la structure de bois en les imbriquant comme des pièces de lego avec un système de fixation plus solide que le vissage à la main. Cette technique permet d'obtenir un découpage très précis, et un parcours beaucoup plus fluide que si les portions de rails avaient été montées au fur et à mesure de la construction de l'attraction, en même temps que l'édification de la structure. La construction des montagnes russes en bois est grandement accélérée par ce système appelé Plug and Play, et son coût est réduit en raison d'un temps restreint de chantier sur le site du parc d'attractions.
El Toro sont les premières montagnes russes d'Intamin utilisant le système Plug and Play. Elles seront suivies par Colossos à Heide Park en Allemagne et Balder à Liseberg en Suède.

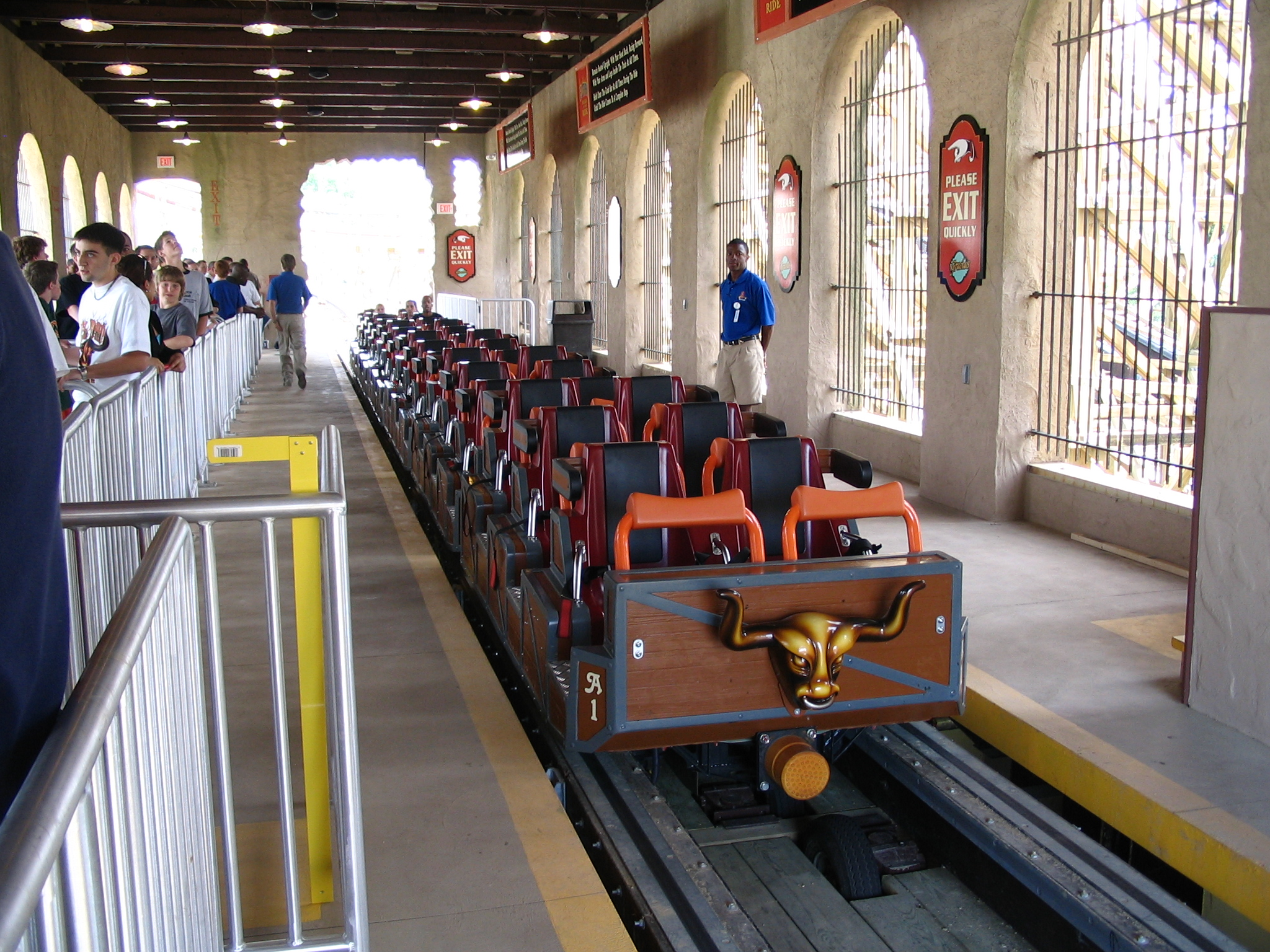
La gare dEl Toro, auparavant gare de l'attraction Viper.

El Toro a plusieurs similarités avec Viper, l'attraction précédemment installée au même emplacement. En premier lieu, la gare de Viper a été conservée et redécorée. La rampe de sortie de Viper est aujourd'hui un accès à l'attraction pour les fauteuils roulants, et une nouvelle sortie a été construite de l'autre côté de la gare. Le parcours des trains dans l'ancienne et la nouvelle attraction est proche dans les premiers mètres : un virage à gauche suit la sortie de gare, et le tronçon entre la montée et la première descente est également tourné vers la gauche. 
L'appareil photo d’El Toro est situé au bas de la seconde descente. Il prend une seule photographie cadrée verticalement pour chacune des six voitures du train. Les visages des passagers placés dans les rangs du milieu et de derrière, dans chaque voiture, sont souvent masqués par leurs voisins de devant. Le flash de l'appareil photo se déclenche parfois lors de la montée du train, sans doute pour préchauffer.
El Toro est célèbre pour sa vitesse quasiment constante tout au long du parcours, sa première descente très raide, sa fluidité, et ses airtimes provoquant des sensations d'éjection.
El Toro reste en général ouvert par temps de pluie, mais pas d'orage.

## Les trains

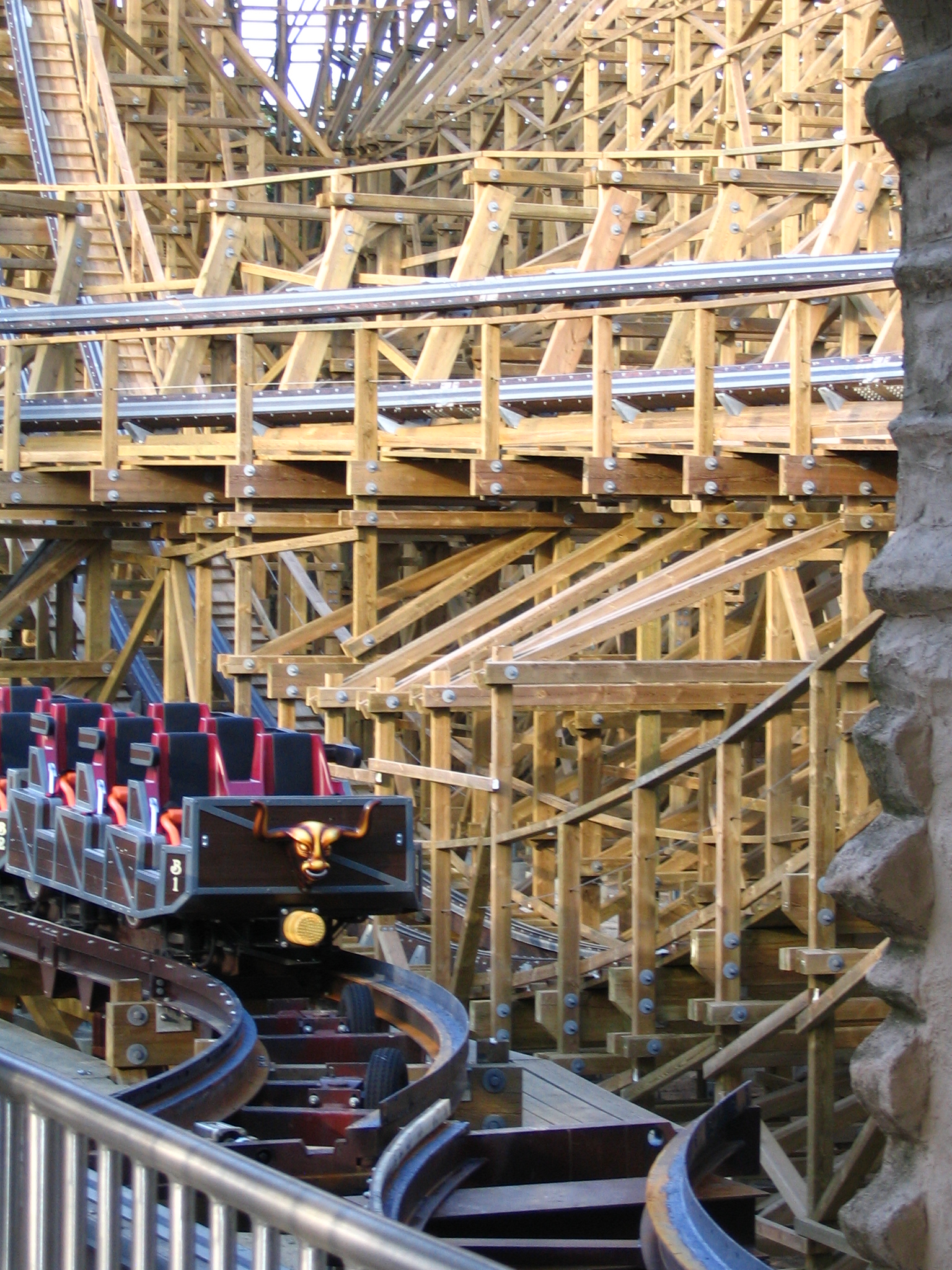
Le train B rentrant en station.

El Toro a deux trains, comptant chacun 36 passagers (avec 3 rangs de 2 passagers par wagon, et 6 wagons par train) ; ce sont les deuxièmes trains les plus longs du parc. Il peut y avoir jusqu'à 1 500 passagers par heure, soit 100 de plus que Kingda Ka. Les trains sont aujourd'hui reconnus par des lettres (« A » pour le train marron clair et « B » pour celui plus foncé), mais à l'origine, ils avaient été surnommés « Jorge » et « Hector » par les opérateurs de l'attraction. 
Les sièges ont été renforcés latéralement par des « ailes » placées au niveau des épaules du passager, pour que celui-ci ne soit pas propulsé sur le côté lors du dernier virage. Ces ailes ont d'abord été construites en plastique, puis dans un métal plus solide après que plusieurs d'entre elles se sont cassées. On peut toujours voir un exemplaire des ailes originales en plastique sur le siège de test à l'entrée de l'attraction.
Les ceintures des sièges sont très sensibles, et il arrive quelquefois qu'il faille les déverrouiller dans un wagon (ou parfois tout le train) puis les re-vérifier, parce que l'une d'entre elles n'avait pas été descendue assez bas. À l'ouverture d'El Toro, l'intervalle entre deux départs de trains était très long, jusqu'à 5 minutes parfois. La situation s'est beaucoup améliorée avec le temps ; aujourd'hui[Quand ?], chaque train peut partir une trentaine de secondes après que le précédent a fini son circuit. Quand quatre opérateurs sont disponibles pour vérifier les trains, ceux-ci peuvent partir avant la fin du tour précédent.

## Restrictions de taille

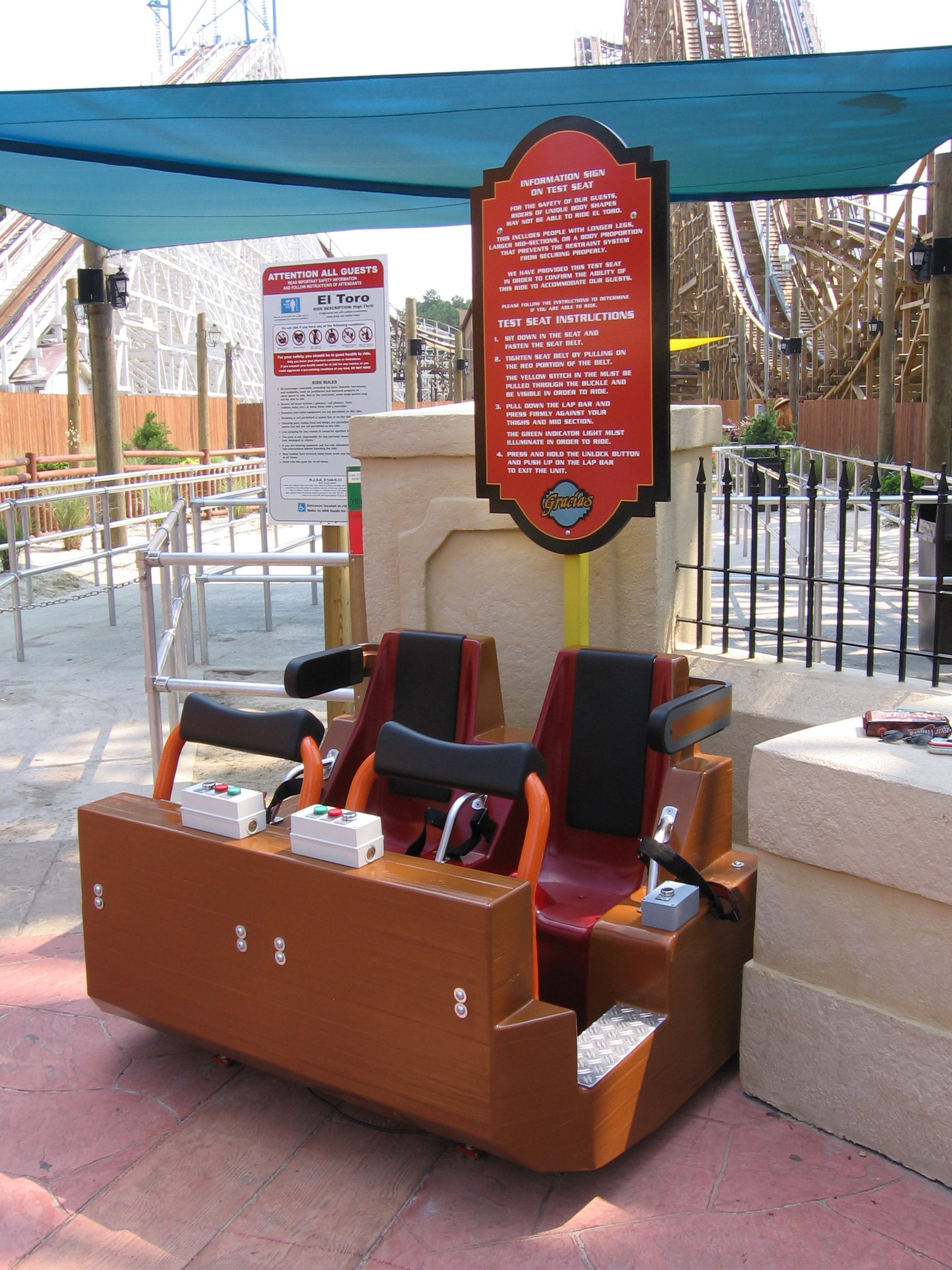
Sièges de test à l'entrée de l'attraction.

Malgré les prédictions de certains employés du parc, selon lesquels la taille minimum pour l'attraction serait de 54 pouces (soit 1,40 mètre), un accord établi entre Intamin, Six Flags et l'État du New Jersey l'ont fixée à 48 pouces (1,20 mètre). Peu de montagnes russes en bois ont une restriction de taille plus importante que 50 pouces. Seuls Cyclone à Six Flags New England, le Cyclone de Coney Island et Thunderbolt à Kennywood la dépassent.

## Sièges de test

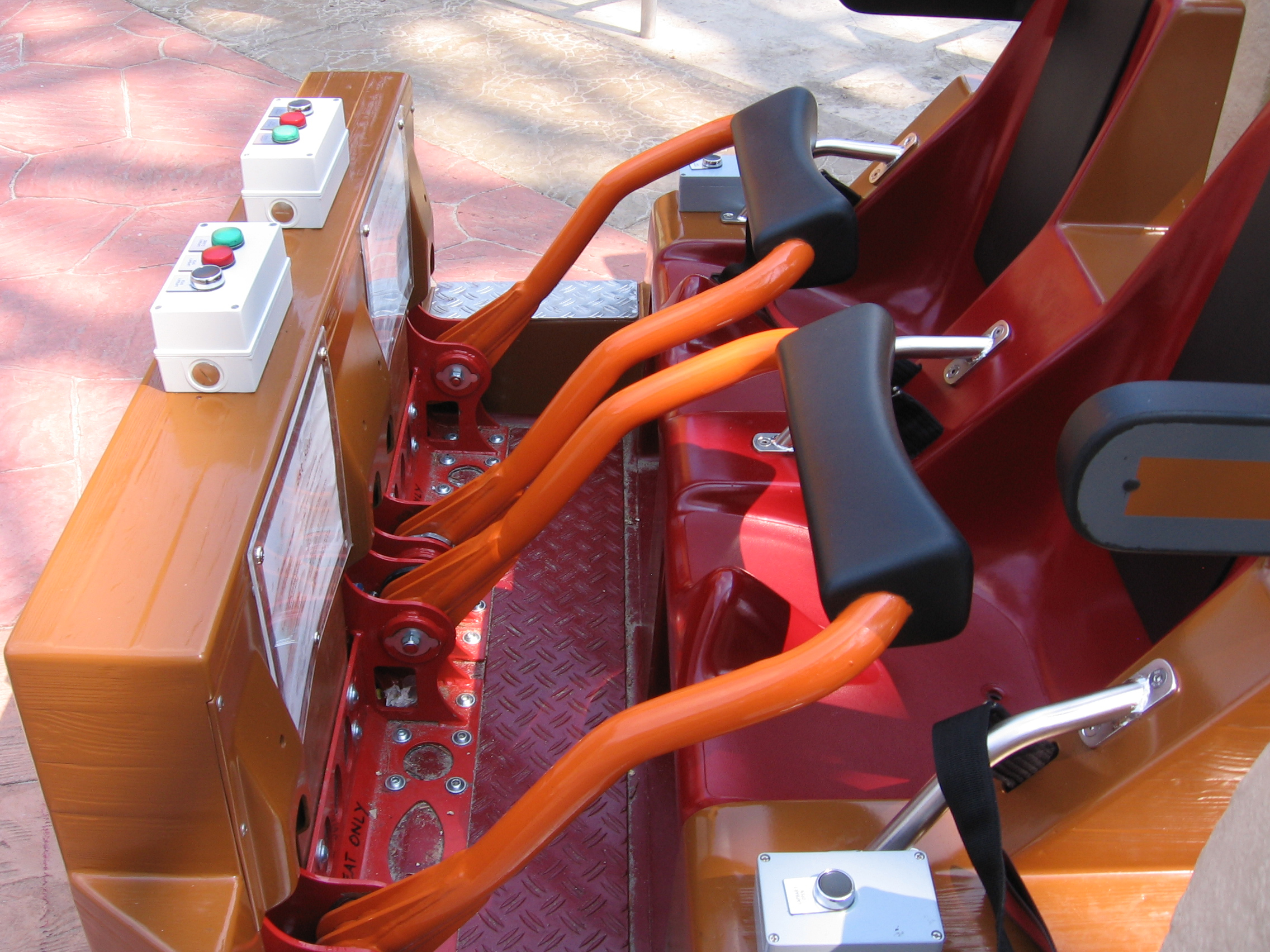
Les barres de sécurité sur les sièges de test.

Deux sièges de test ont été installés à l'entrée de l'attraction. Ce sont des répliques exactes des sièges formant le premier rang d'un train, avec des harnais à verrouillage hydraulique fonctionnels. Les sièges d’El Toro n'ont pas été prévus pour accueillir des visiteurs dont le tour de taille dépasse 91 cm – alors que la plupart des autres attractions acceptent des mensurations allant jusqu'à 107 cm – et leur présence à l'entrée de l'attraction permet aux visiteurs de vérifier que leur corpulence ne posera pas de problème au moment de l'embarquement.
En plus de la lap bar, le siège de test comporte une ceinture ventrale. En position fermée, elle doit pouvoir être tirée suffisamment pour que la ligne jaune soit visible. Si ce n'est pas possible, le visiteur ne peut pas monter dans l'attraction.

## Palmarès
|      | 2006 | 2007 | 2008 | 2009 | 2010 | 2011 | 2012 | 2013 | 2014 |
| ---- | ---- | ---- | ---- | ---- | ---- | ---- | ---- | ---- | ---- |
| Rang | 13   | 9    | 4    | 3    | 2    | 3    | 1    | 2    | 2    |

|      | 2006 | 2007 | 2008 | 2009 | 2010 | 2011 |
| ---- | ---- | ---- | ---- | ---- | ---- | ---- |
| Rang | 3    | 2    | 3    | 2    | 1    | 1    |